# Transferová-mediátorová RNA

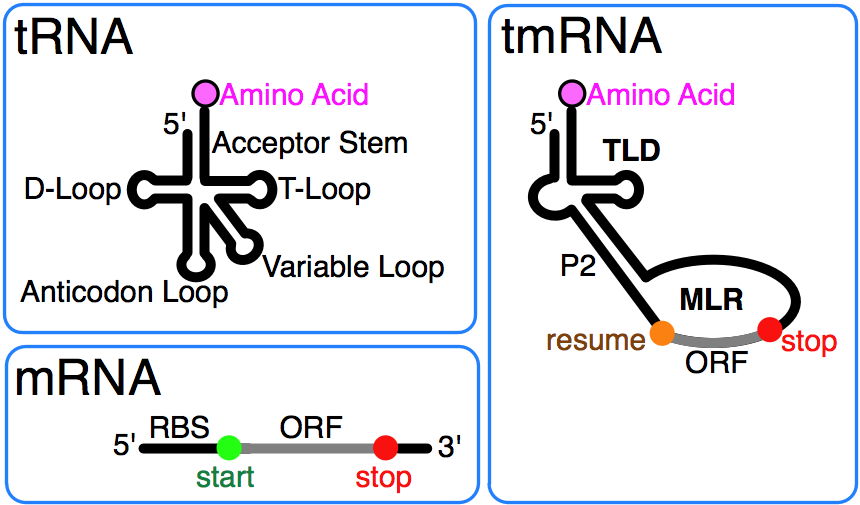
tmRNA sdílí rysy tRNA a mRNA

Transferová-mediátorová RNA (tmRNA) je molekula RNA, která má rysy transferové RNA (tRNA) i mediátorové RNA (mRNA). Vyskytuje se u řady bakterií a v plastidech. Slouží k záchraně ribozomu, který nerozpoznal stop kodon a nemůže ukončit translaci. K takovému ribozomu se tmRNA nejdříve naváže jako tRNA a následně je jím přeložena jako mRNA. tmRNA kóduje krátký polypeptid sloužící jako značka pro degradaci vznikajícího proteinu, zajišťuje degradaci poškozené mRNA a uvolňuje ribozom.
tmRNA obsahuje řadu modifikovaných bází, například pseudouridin a ribothymidin, čímž tmRNA mimikuje strukturu tRNA.,